# Sony Xperia XZ2
Sony Xperia XZ2 — Android-смартфон, выпускаемый и продаваемый Sony. Часть серии Xperia X, устройство было объявлено в общественности вместе с Xperia XZ2 Compact на пресс-конференции, состоявшейся на ежегодном мероприятии Mobile World Congress 2018 26 февраля 2018 года. Смартфон не имеет 3,5-мм аудиоразъёма, но имеет беспроводную зарядку Qi, и записи видео в качестве 4K HDR.

## Экран
Sony Xperia XZ2 - первая модель компании Sony с HDR-дисплеем. Размер экрана составляет 5,7 дюйма, разрешение 2160 x 1080, плотность пикселей на дюйм равняется 424 ppi, соотношение сторон 18:9. Экран от механических повреждений защищает стекло Gorilla Glass 5.